# Meizhou Kejia Zuqiu Julebu
Il Meizhou Kejia Zuqiu Julebu (梅州客家足球俱乐部S, Méizhōu Kèjiā Zúqiú JùlèbùP), a volte tradotto come Meizhou Hakka Football Club o più semplicemente Meizhou Hakka, è una squadra di calcio cinese con sede a Meizhou nella provincia dello Guangdong. La squadra gioca le sue partite al Wuhua County Stadium e milita nella Super League. I loro attuali azionisti di maggioranza sono il governo municipale di Meizhou, l'ufficio sportivo municipale, Wei Real Estate Development Co Ltd e i suoi partner. Il club è stato ribattezzato Meizhou Wuhua Football Club secondo il Meizhou Daily. Tuttavia, il nome originale è ancora utilizzato nei documenti ufficiali della CFA.

## Denominazione
- Dal 2013 al 2015: Meizhou Kejia Zuqiu Julebu (梅州客家足球俱乐部S; Meizhou Kejia Football Club)
- Dal 2016: Meizhou Hakka Zuqiu Julebu (梅州客家足球俱乐部S; Meizhou Hakka Football Club)

## Storia
Il Meizhou Hakka FC è stato fondato nel gennaio 2013 dall'ex manager del Guangdong Sunray Cave, Cao Yang insieme al supporto del governo municipale di Meizhou, il Municipal Sports Bureau. E presto avrebbero ottenuto il sostegno finanziario del presidente della Wei Real Estate Development. Co., Ltd., Wei Jinping che è stato convinto a investire nella squadra dopo che Cao Yang gli ha descritto la sua idea di creare un centro calcistico nella contea di Wuhua, la città natale dell'ex calciatore e allenatore cinese Lee Wai Tong. La squadra era stata creata con calciatori Hakka locali e giocatori di altre squadre del Guangdong, tra cui il Guangdong Sunray Cave, il Guangzhou Evergrande, lo Shenzhen Ruby e lo Shenzhen Fengpeng, prima di entrare nel terzo livello della stagione 2013 dove, nonostante fossero in testa alla fase a gironi, arrivarono al quinto posto nella fase a eliminazione diretta.

## Organico
Rosa aggiornata al 3 marzo 2022
| N. |                      | Ruolo | Calciatore        |
| -- | -------------------- | ----- | ----------------- |
| 1  | Cina (bandiera)      | P     | Li Xinyu          |
| 2  | Cina (bandiera)      | D     | Wen Junjie        |
| 3  | Cina (bandiera)      | D     | Li Junfeng        |
| 4  | Hong Kong (bandiera) | D     | Vas Nuñez         |
| 5  | Cina (bandiera)      | C     | Lu Lin            |
| 6  | Cina (bandiera)      | D     | Ge Zhen           |
| 7  | Cina (bandiera)      | C     | Guo Yi            |
| 8  | Cina (bandiera)      | A     | Liang Xueming     |
| 9  | Brasile (bandiera)   | A     | Igor Sartori      |
| 11 | Nigeria (bandiera)   | A     | Chisom Egbuchulam |
| 13 | Cina (bandiera)      | A     | Shi Liang         |
| 14 | Cina (bandiera)      | C     | Chen Xing         |
| 17 | Cina (bandiera)      | A     | Yang Yihu         |
| 18 | Cina (bandiera)      | D     | Huo Liang         |

| N. |                 | Ruolo | Calciatore   |
| -- | --------------- | ----- | ------------ |
| 21 | Cina (bandiera) | C     | Tang Shi     |
| 22 | Cina (bandiera) | P     | Hou Yu       |
| 23 | Cina (bandiera) | C     | Cui Wei      |
| 24 | Cina (bandiera) | D     | Yang Wenji   |
| 25 | Cina (bandiera) | D     | Xiao Zhen    |
| 27 | Cina (bandiera) | C     | Li Zhilang   |
| 28 | Cina (bandiera) | C     | Cai Haochang |
| 30 | Cina (bandiera) | P     | Chen Zhongyu |
| 31 | Cina (bandiera) | C     | Su Shihao    |
| 32 | Cina (bandiera) | C     | Xu Lei       |
| 33 | Cina (bandiera) | D     | Liu Sheng    |
| 37 | Cina (bandiera) | C     | Chen Guokang |
| 39 | Cina (bandiera) | C     | Li Lingfeng  |
|    | Cina (bandiera) | D     | Chen Zhechao |

## Palmarès

### Competizioni nazionali
- China League Two: 1

2015